# Pergalumna horvathorum
Pergalumna horvathorum är en kvalsterart som beskrevs av P. Balogh 1997. Pergalumna horvathorum ingår i släktet Pergalumna och familjen Galumnidae. Inga underarter finns listade i Catalogue of Life.